# 藤川隆彦
藤川 隆彦（ふじかわ たかひこ）は、日本の薬学者。薬剤師。博士（医学）（三重大学）。大阪府出身。専門は、生薬薬理学、神経内分泌学、行動薬理学
 
1991年現北海道医療大学薬学部卒業。
 
1993年同大学院薬学研究科修士課程修了（西部三省教授）。
 
1996年三重大学大学院医学系研究科博士課程短縮修了（中島邦夫教授）。
 
1997年同医学部生化学講座助手。
 
1999年同医学部生化学講座専任講師。
 
1999年財団法人国際科学振興財団兼任研究員。
 
2001年シンシナティ大学医学部精神神経科学講座神経内分泌学研究室客員研究員（Sakai R.R.）。
 
2005年三重大学付属病院オーダーメイド医療部　予防部門長兼任
 
2008年同大学院医学系研究科ゲノム再生医学講座准教授。
 
2009年鈴鹿医療科学大学薬学部教授。
 
2014年同大学院薬学研究科分子予防薬理学研究室教授。三重大学医学部客員教授。
 
2004-2005年地域新生コンソーシアム研究開発事業5,000万円（経済産業省）総括研究代表
 
2007年第1回知的財産活用賞（三重大学　学長表彰）
 
2008年第2回知的財産活用賞（三重大学　学長表彰）
 
2009年第3回知的財産最優秀賞（三重大学　学長表彰
 
2009年第3回知的財産最多届出賞（三重大学　学長表彰）
 
2018年第4回学生授業評価高得点賞（鈴鹿医療科学大学　学長表彰
 

## 著書
- 『身体活動とメンタルヘルス』ウィリアム・P・モーガン編、共訳、大修館書店、1999年

## 参考
- 研究者 - researchmap
- KAKEN
- 鈴鹿医療科学大学教員紹介